# Airbus
Airbus S.A.S. je europska zrakoplovna kompanija sa sjedištem u Toulouseu u Francuskoj. Jedan od svjetskih lidera u proizvodnji putničkih aviona i svemirske opreme. Dio je većeg europskog koncerna European Aeronautic Defence and Space Company (EADS). Airbus zapošljava oko 57 000 ljudi i ima sjedišta u 16 država Europske unije.

## Unutarnje poveznice
- Natjecanje između Airbusa i Boeinga

## Vanjske poveznice
- Službene stranice
- Airbus Sj. Amerika